# 신드 술탄국
신드 술탄국(신드어: سنڌ جي سلطنت, 페르시아어: سلطان نشین سند)은 14세기 중반에 주로 신드와 구자라트 및 펀자브의 일부 지역을 기반으로 설립된 중세 인도-이슬람 술탄국이었다. 삼마족이 숨라 토후국을 패배시킨 후 삼마 왕조(1351-1524), 아르군 왕조(1520-1554), 타르칸 왕조(1554-1593) 등 세 왕조가 신드 술탄국을 순차적으로 통치했다.
신드 술탄국은 데라자트, 쿠치, 라스벨라의 많은 지역과 신드 전체를 통치했다. 술탄 마흐무드 베가다 옆에서 이 지역의 평화와 번영을 위해 일한 잠 니잠무딘 2세에 이르러 전성기를 맞이했다. 술탄국은 신드인, 자트인, 라지푸트, 튀르크-몽골인, 튀르크-페르시아인, 구자라트인 엘리트 및 귀족들에 의해 운영되었다. 삼마족 이전의 신드는 우마이야 칼리파국, 아바스 칼리파국, 델리 술탄국의 속국으로서 숨라 왕조에 의해 통치되었다. 삼마족 통치 기간 동안 탓타는 당시 인도에서 가장 경제적, 체계적으로 강력한 도시 중 하나로 번성했다. 신드는 이스마일파 선교사(다이스)와 수니파 성자(샤이크)의 영향력 있는 가르침의 주요 거점이었다. 술탄들은 종교 지도자들의 많은 의식을 채택하고 그들이 대중에게 그들의 메시지를 공개적으로 전파할 수 있도록 허용했다. 초기 삼마 잠들은 사무이에서 통치했지만 위엄을 갖춘 후 탓타로 옮겼다. 반면 아르군족은 탓타에서 하부 신드를, 밧카르에서 상부 신드를 통치했다. 탓타는 바카르, 세환과 함께 술탄국의 유일한 조폐 도시이자 주요 상업 및 주거 지역이었다. 페르시아어는 궁정 및 국가 언어이자 엘리트들의 언어로 사용되었고, 신드어와 쿠치어는 평민들이 사용했다. 대부분의 기간 동안 술탄국은 구자라트, 카슈미르, 벵골, 펀자브, 델리, 데칸 술탄국과 같은 다른 국가와 정치적, 전통적으로 큰 관계를 맺었다. 이러한 상호 관계는 상호 연결된 무역과 비즈니스를 구축하는 결과를 낳았다.

## 역대 술탄

### 삼마 왕조 (1351년 ~ 1524년)
| 대수 | 칭호   | 이름                                       | 재위                 |
| ---- | ------ | ------------------------------------------ | -------------------- |
| 1    | 잠 ڄام | 피루즈웃딘 운나르 1세 فیروز الدین انڙ اول  | 1351년 ~ 1352년      |
| 2    | 잠 ڄام | 사드룻딘 반비나 صدرالدين بنڀينا            | 1352년 ~ 1367년      |
| 3    | 잠 ڄام | 하이룻딘 타마치 خيرالدين تماچي             | 1367년 ~ 1371년      |
| 4    | 잠 ڄام | 알라웃딘 주나 1세 علاؤالدين جون اول        | 1371년 ~ 1389년      |
| –    | 잠 ڄام | 하이룻딘 타마치 خيرالدين تماچي             | 1389년 ~ 1392년      |
| 5    | 잠 ڄام | 살라흐웃딘 운나르 2세 صلاح الدين انڙ ڊوم   | 1392년 ~ 1404년      |
| 6    | 잠 ڄام | 니잠웃딘 1세 نظام الدين اول                | 1404년 ~ 1406년      |
| 7    | 잠 ڄام | 알리 셰르 علي شير                          | 1406년 ~ 1412년      |
| 8    | 잠 ڄام | 카란 샤 ڪرن شاهه                           | 1412년 ~ 1413년      |
| 9    | 잠 ڄام | 사드룻딘 시칸다르 1세 صدرالدين سڪندر اول   | 1413년               |
| 10   | 잠 ڄام | 파트 샤 فتح شاهه                           | 1413년 ~ 1428년      |
| 11   | 잠 ڄام | 투글루크 주나 2세 تغلق جونا ڊوم            | 1428년 ~ 1442년      |
| 12   | 잠 ڄام | 시칸다르 샤 2세 سڪندر شاهه                 | 1442년 ~ 1444년      |
| 13   | 잠 ڄام | 라이단 샤 رائي دھن شاهه                    | 1444년 ~ 1453년      |
| 14   | 잠 ڄام | 사드룻딘 산자르 صدرالدین سنجر              | 1453년 ~ 1461년      |
| 15   | 잠 ڄام | 잠 니잠웃딘 닌도 2세 نظام الدین نندو ڊوم   | 1461년 ~ 1508년      |
| 16   | 잠 ڄام | 나시르웃딘 피루즈 2세 نصیر الدین فیروز ڊوم | 1508년 ~ 1524년 10월 |

### 아르군 왕조 (1520년 ~ 1555년)
| 대수 | 칭호   | 이름                              | 재위                               |
| ---- | ------ | --------------------------------- | ---------------------------------- |
| 17   | 샤 شاہ | 슈자 베그 아르군 شجاع بيگ ارغون   | 1520년 12월 21일 ~ 1524년 6월 26일 |
| 18   | 샤 شاہ | 후사윤 베그 아르군 حسين بيگ ارغون | 1524년 8월 30일 ~ 1555년 2월 4일   |

### 타르칸 왕조 (1555년 ~ 1593년)
| 대수 | 칭호        | 이름                                 | 재위                     |
| ---- | ----------- | ------------------------------------ | ------------------------ |
| 19   | 미르자 مرزا | 무함마드 이사 타르칸 محمد عيسيٰ ترخان | 1555년 2월 4일 ~ 1566년  |
| 20   | 미르자 مرزا | 무함마드 바키 타르칸 محمد بقي ترخان  | 1566년 ~ 1585년          |
| 21   | 미르자 مرزا | 자니 베그 타르칸 جاني بيگ ترخان      | 1585년 ~ 1593년 3월 28일 |

### 인용주
1. ↑   Thatta served as the capital of Northern Sindh (1524–1554) while Bhakkar was the capital of Southern Sindh (1522–1554).

### 참조주
1. ↑  Hughes, A. W. (Albert William) (1874). 《A gazetteer of the province of Sindh》. Oxford University. London : G. Bell and Sons.
2. ↑  “A History of Sindh”. 《Goodreads》 (영어). 2024년 4월 8일에 확인함.
3. ↑  “HISTORY OF SINDHI LITERATURE”. 《Vanguard Books》 (미국 영어). 2024년 4월 8일에 확인함.
4. ↑  Ahmed, Fouzia Farooq (2016년 11월 30일). 《Muslim Rule in Medieval India: Power and Religion in the Delhi Sultanate》 (영어). London New York: I.B. Tauris. ISBN 978-1-78453-550-6.